# جف رونا
جف رونا (انگلیسی: Jeff Rona؛ زادهٔ ۳ مارس ۱۹۵۷) یک موسیقی‌دان اهل ایالات متحده آمریکا است.